# Michael Hagspihl

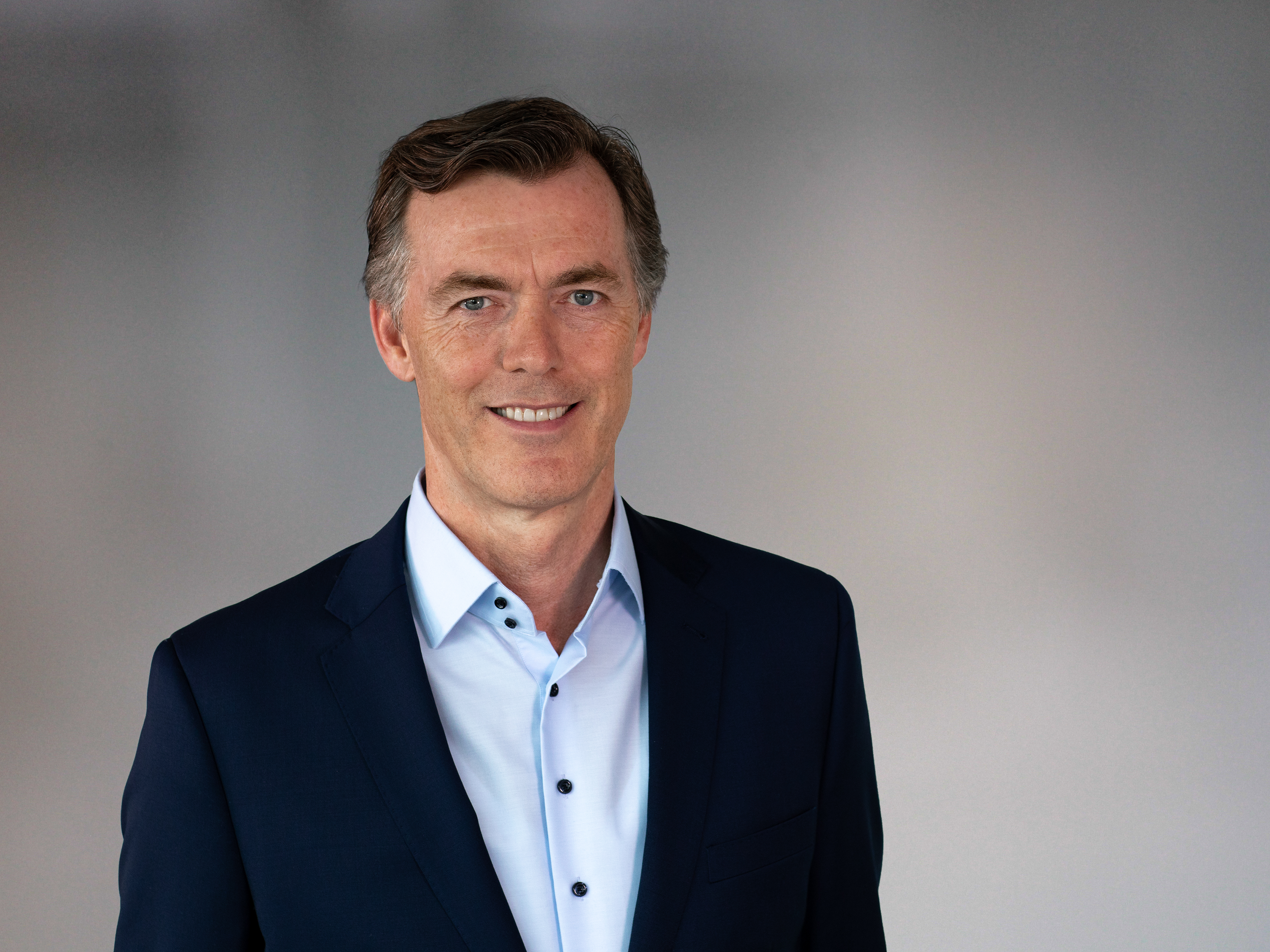
Michael Hagspihl (2018)

Michael Hagspihl (* 1962) ist ein deutscher Manager. Er leitete von März 2015 bis April 2021 mit dem Bereich Privatkunden den größten Geschäftsführungsbereich bei der Deutschen Telekom. Ende April 2021 wechselte er in den Bereich des Vorstandsvorsitzenden und wurde neuer Bereichsleiter „Global Strategic Projects and Marketing Partnerships“ des Unternehmens.

## Werdegang
Hagspihl machte einen Hochschulabschluss in Wirtschaftswissenschaften an der Universität Münster und den Master of Business Administration an der ESSEC Business School. Nach dem Studium war Hagspihl als Sales Director bei Philips Consumer Communication sowie in verschiedenen Marketing Positionen bei Bosch, Siemens und Miele tätig.
Michael Hagspihl begann seine berufliche Laufbahn bei T-Mobile im Jahr 2000 und übernahm die Entwicklung des Partner-Managements für das mobile Portal T-Motion in Deutschland und anderen europäischen Landesgesellschaften. Im Anschluss daran führte er das offene Internet für mobile Endgeräte mit der Marke web'n'walk ein.
Von 2009 bis 2011 leitete Hagspihl den Bereich Terminal Management bei der Deutschen Telekom. In dieser Funktion war er für die Endgeräte-Strategie als auch das Portfolio- und Produktmanagement aller Telekom Landesgesellschaften zuständig. Hagspihl war u. a. maßgeblich an der Einführung des ersten Apple iPhones und des ersten Google Smartphones G1 in Deutschland beteiligt.
Von Oktober 2012 bis März 2015 verantwortete er als Geschäftsführer Marketing den Umsatz im Privat-, Geschäfts- und Wholesalemarkt, zu dem auch die Zentren Mehrwertdienste und Wholesale sowie die Zweitmarke congstar zählen. Von März 2015 bis April 2021 war er verantwortlich für das gesamte Privatkundensegment der Telekom Deutschland.
Seit 2021 ist er bei der Telekom Bereichsleiter für "Global Strategic Projects and Marketing Partnerships".
Hagspihl ist Vizepräsident bei Bitkom.

## Mitgliedschaften
Michael Hagspihl ist Mitglied und Förderer in der Wissenschaftlichen Gesellschaft für Marketing und Unternehmensführung.